# بحر الشدائد

البحار القمرية على سطح القمر.

بحر الشدائد وهو بحر قمري متوضع في حوض الشدائد القمري في الشمال الشرقي لبحر السكون ويعود تاريخه لفترة أمبريان المبكرة من 4.55 إلى 3.85 مليار سنة ماضية. يبلغ قطر هذا البحر القمري 555 كم ومساحته حوالي 176,000 كيلومتر مربع. وأرضيته مسطحة جداً. مع وجود حلقة من التلال بشكل مجعد باتجاه الحدود الخارجية. ز.وقد نجح المسبار لونا 24 في إحضار عينة من تراب هذا البحر في سنة 1976.